# Presowce
Presowce lub Prysowce (ukr. Присівці) – wieś na Ukrainie w rejonie tarnopolskim należącym do obwodu tarnopolskiego.
W 1841 w Presowcach urodził się historyk Anatol Lewicki. W 1880 wieś liczyła 712 mieszkańców, w większości wyznania greckokatolickiego. W Presowcach była cerkiew pw. Najświętszej Marii Panny.
W 1939 roku w Presowcach żyło ponad 1 tys. mieszkańców, z czego około 250 Polaków. W grudniu 1944 roku oddział UPA zabił we wsi ponad 100 Polaków.
Do 2020 w rejonie zborowskim.